# Segelfluggelände Borghorst-Füchten

i7
i11
i13
Das Segelfluggelände Borghorst-Füchten liegt an der Landstraße zwischen den Städten Emsdetten und Borghorst in der Bauerschaft Ostendorf, die dem Kreis Steinfurt angehört.

## Flugbetrieb
Das Segelfluggelände ist zugelassen für Segelflugzeuge, Motorsegler, Luftsportgeräte, Motorflugzeuge bis zu einem höchstzulässigen Abfluggewicht (MTOM) von 2000 kg, soweit diese bestimmungsgemäß zum Schleppen von Segelflugzeugen Verwendung finden, und Modellflugzeuge. Der Start von Segelflugzeugen erfolgt per Winden- oder Flugzeugschlepp. Das Segelfluggelände besitzt eine 600 m lange und 30 m breite Start- und Landebahn aus Gras (Richtung 06/24). Die Länge der Windenschleppstrecke beträgt 965 m. Die Platzfrequenz ist 123.260 MHz und wird mit Borghorst Radio gerufen. Die Motorflugplatzrunde ist im Norden des Platzes, die Segelflugplatzrunde im Süden. Ein ICAO-Code ist nicht vorhanden.

## Geschichte
Die Geschichte des Segelfluggeländes beginnt im Jahre 1959. Offiziell wurde es am 1. Mai 1959 von dem damaligen Bürgermeister Fockenbrock auf dem Namen „Segelfluggelände Borghorst-Füchten“ eröffnet. Im Jahr 1962 lösten sich die ansässigen Vereine Burgsteinfurt e. V. und Borghorst e. V. auf. Daraufhin wurde die heutige Luftsportgemeinschaft Steinfurt e. V. gegründet.
Im September des Jahres 2003 kamen die besten jugendlichen Segelflieger aus Nordrhein-Westfalen zum Jugendvergleichsfliegen für ein Wochenende zusammen. Es nahmen rund 150 Piloten teil.
Am 1. Mai 2009 feierte die Luftsportgemeinschaft Steinfurt das 50-jährige Bestehen, des Segelfluggeländes mit einem öffentlichen Flugtag.
In den Jahren 2012–2013 wurde die Graslandebahn komplett erneuert und bietet nun bei Starts und Landungen deutlich weniger Unebenheiten.
Im Jahr 2013 richtete die Luftsportgemeinschaft ein Kunstflugwochenende mit benachbarten Luftsportvereinen aus. Ebenso fand ein Kunstfluglehrgang statt.
Seit dem Jahr 2013 findet jährlich zum Anfang des Sommers ein Fliegen mit krebskranken Kindern aus dem Universitätsklinikum Münster statt.

## Vereine und Flugzeugpark
Am Segelfluggelände Borghorst ist die Luftsportgemeinschaft Steinfurt e. V. beheimatet. Sie unterhält zwei Motorsegler (ASK 16 und Scheibe SF 25 Falke mit Schleppkupplung), sowie sechs Segelflugzeuge (ASK 13, K 8, TWIN G103 ACRO, LS4, DG 300 und ASW 20) sowie ein Ultraleichtflugzeug vom Typ Aerostyle Breezer (mit Schleppkupplung).

## Technische Details
- Vorfeld: Bis zu 5 Parkpositionen, je nach Flugzeugtyp
- Betriebszeit: Keine Betriebspflicht
- Tankvorrichtung: MOGAS